# La Laguna I
La Laguna I är en ort i Mexiko.   Den ligger i kommunen Larráinzar och delstaten Chiapas, i den sydöstra delen av landet, 700 km öster om huvudstaden Mexico City. La Laguna I ligger 1 937 meter över havet och antalet invånare är 357.
Terrängen runt La Laguna I är huvudsakligen kuperad, men norrut är den bergig. Runt La Laguna I är det ganska tätbefolkat, med 166 invånare per kvadratkilometer. Närmaste större samhälle är San Cristóbal de las Casas, 18,5 km sydost om La Laguna I. Omgivningarna runt La Laguna I är en mosaik av jordbruksmark och naturlig växtlighet.